# 唇银斑蛛
唇银斑蛛（学名：Argyrodes labiatus）为球蛛科银斑蛛属的动物。在中国大陆，分布于广西、贵州、湖南等地。该物种的模式产地在广西、贵州。